# MARU
MARU ist eine ukrainische Musikgruppe, die 2015 als Duo des Kontrabassisten Denys Dudko und der Jazzsängerin Olha Lukatschewa gegründet wurde. Später wurde daraus eine Supergruppe, zu der Musiker anderer bekannter Bands (Okean Elzy, Boombox, The Erised, Gapochka und VOLGA: FUNK) hinzukamen.

## Geschichte
2015 beschlossen der Kontrabassist der Band Okean Elzy, Denys Dudko, und die Jazzsängerin Olha Lukatschewa während ihrer gemeinsamen Arbeit an einem von Lukatschewas Soloprojekten, ein kleines Konzert für ihre Freunde vorzubereiten, bei dem sie Coverversionen berühmter Kompositionen im Format „Kontrabass-Vokal“ aufführten.
Das erste Konzert des Duos fand im Club Alchemist in Kiew statt, wo sie ihre eigenen Arrangements von Lithium (Nirvana), dem Jazzstandard Afroblue, dem französischen Lied Ne me quitte pas (Jacques Brel), dem Stück Refugee von Oi Va Voi und anderen aufführten.
Das Konzert führte zu ihrem gemeinsamen Projekt MARU, das von Maryna Sikojewa geleitet wird. Während der ersten Konzerttournee in der Ukraine präsentierte das Duo auch zwei Originalsongs: With U und Sparks, die von dem Regisseur Wiktor Priduwalow (With U) und der ukrainischen Produktionsfirma MinimalMovie (Sparks) verfilmt wurden. Die Covers wurden allmählich durch eigene Kompositionen von Denys Dudko ersetzt (er wurde zum Autor der gesamten Musik, eines Teils der Texte und zum Soundproduzenten des Duos).
Später lud MARU den Schlagzeuger Oleksandr Ljuljakin, den Keyboarder Pawlo Lytwynenko (Mitglieder der Band Boombox), den Gitarristen Oleksandr Sbrozkyj (von Volga: Funk) und den Schlagzeuger Denys Glinin (Okean Elzy) ein. Im September 2017 veröffentlichte MARU ihr erstes Album, 1.
Das Album 1 wurde in Kiew aufgenommen. Der Soundproduzent des Albums war Denys Dudko. Dies war seine erste Erfahrung in der Musikproduktion, abgesehen von seinen beiden Jazz-Alben (Sofia und Little Flower). Aufnahme, Abmischung und Mastering wurden Oleksandr Kostin anvertraut, der seit vielen Jahren der Tontechniker von Okean Elzy ist und gelegentlich im Studio an anderen Musikprojekten arbeitet. Die Aufnahmen fanden in mehreren Kiewer Studios statt: ManGo Music, Yarunstudio, Bambrafone in ZvukoCeh und Na Hati Records (WITH U und Sparks, Aufnahme, Mischung und Mastering durch Oleksandr Kramer).
Im Februar 2018 erhielt die Band den Aprize-Preis von Radio Aristocrats. Im selben Jahr veröffentlichten sie ihr zweites Album, Pompidou, das zehn Titel enthält, von denen neun auf Ukrainisch und einer auf Englisch sind. Die Auftritte der Band werden von einer Live-Show mit thematischem VJing begleitet. Die Band arbeitet u. a. mit VJ Reinish zusammen.
Im März 2019 gab die Band den Wechsel des Sängers bekannt und veröffentlichte gleichzeitig ein neues Album. Chrystyna Chramowa, eine Teilnehmerin des Projekts Voice of the Country, wurde die neue Stimme der Band. Das Album mit dem Titel Million Tones enthielt vier englischsprachige Songs und einen Track auf Ukrainisch.

## Diskographie

### Studio-Alben
- 2017 — 1
- 2018 – Pompidou

### Singles
- 2016 – With U
- 2017 – Sparks
- 2017 – She’d Ever
- 2018 – Manifest
- 2018 – Nezemne

### EP
- 2019 – Million Tones

## Zusammensetzung
- Denys Dudko, Kontrabass (East-Side, Okean Elzy) – Autor der Musik, Teil der Texte, Soundproduzent
- Olha Lukatschewa, Gesang (VOLGA: FUNK) – 2015–2019
- Chrystyna Chramowa, Gesang – seit 2019
- Oleksandr Ljuljakin, Schlagzeug (Boombox, The Erised)
- Pawlo Lytwynenko, Tasten (Boombox)
- Oleksandr Sbrozkyj, Gitarre, Kontrabass, Gesang (Kapochka, VOLGA: FUNK, Stinx)
- Denys Glinin, Schlagzeug (Clan of Silence, Okean Elzy)
- Maryna Sikojewa, Songschreiberin, Managerin